# Три тіла (телесеріал)
«Три тіла» (кит. трад. 三體, спр. 三体, піньїнь: sān tǐ) — китайський науково-фантастичний телесеріал, заснований на романі Лю Цисіня «Проблема трьох тіл». Прем'єра серіалу відбулася 15 січня 2023 року в КНР. 10 лютого 2024 він вийшов також на американській стримінговій платформі Peacock.

## Сюжет
В часи культурної революції в Китаї розчарована у людстві та його майбутньому астрофізик Є Венцьзє встановлює зв'язок з позаземною цивілізацією і запрошує її на Землю.
Напередодні Пекінської олімпіади-2008 капітан Ши Цян, поліціянт-детектив, веде розслідування серії дивних самогубств у науковому середовищі. Він залучає до співпраці професора Ван Мяо, одного із провідних китайських вчених в галузі наноматеріалів. Під час розслідування вони виявляють таємничу організацію «Межі науки» і поступово дізнаються, як іншопланетний світ, зображений у популярній відеогрі, пов'язаний із самогубствами вчених та майбутньою долею Землі.

## Виробництво
Телекомунікаційна компанія Tencent отримала права на екранізацію трилогії «Пам'ять про минуле Землі» у 2008 році. Але перші спроби екранізації зробила не Tencent, а шанхайська продюсерська компанія YooZoo Pictures у 2015 році. Розпочаті нею зйомки фільму «Проблема трох тіл» тривали 5 місяців, але остаточний продукт так і не вийшов. 2019 року YooZoo Pictures отримала дозвіл від китайського наглядового органу у сфері розваг, Державної адміністрації радіо, кіно і телешоу, на зйомки 24-серійного серіалу і у вересні 2020 року уклала угоду про виробництво власної адаптації для Netflix на чолі з творцями «Гри престолів» Девідом Беніоффом і Ді Бі Вайссом. Водночас в Tencent робота над сценарієм тривала вже чотири роки та 2020 року дійшла завершення. Зйомки почалися в липні 2020 року і тривали 126 днів.
У листопаді 2021 року вийшов трейлер серіалу без конкретної дати прем'єри. Другий трейлер з'явився у червні 2022 року та фінальний трейлер за 3 дні до прем'єри. Після кількох затримок серіал розпочався в ефірі 15 січня 2023 року, з одночасною трансляцією на американських каналах We TV і Rakuten Viki.

## У ролях
- Чжан Луї (кит.: 張魯一) — професор Ван Мяо
- Юй Хевей (кит.: 于和伟) — детектив Ши Цян
- Чень Цзінь (кит.: 陈瑾) та Ван Цзивень (кит.: 王子文) — вчена-астрофізик Є Венцьзє
- Лінь Юнцзянь (кит.: 林永健) — генерал НОА Чан Вейси
- Лі Сяоран (кит.: 李小冉) — Шень Юйфей
- Ван Чуаньцзюнь (кит.: 王传君) — фізик-теоретик Дін Ї
- Ко Чженьхай (кит.: 寇振海) — вчений-фізик Є Чжетай, батько Є Венцьзє
- Хе Дуцзюань (кит.: 何杜娟) — вчена-фізик Ян Дун, донька Є Венцьзє
- Кенан Геппе (англ. Kenan Heppe) — еколог Майк Еванс
- Майкл Колтес (англ. Michael Koltes) — полковник армії США Майк Вільямс

## Епізоди
| № серії | Назва серії | Оригінальна дата виходу                                                            |
| --- | ----------- | ---------------------------------------------------------------------------------- |
| 1 | «Епізод 1»  | 15 січня 2023 (CCTV) 15 січня 2023 (WeTV)                                          |
| У 2007 році таємнича жінка приносить результати експерименту з прискорювачем частинок літньому професору Манфі ще до того, як експеримент було проведено. Пізніше він скоює самогубство. Ван Мяо, провідний дослідник у галузі нанотехнологій, зустрічає детектива Ши Цяна. Той вербує Вана Мяо, щоб проникнути до організації «Кордони науки» — групу найвидатніших фізиків-теоретиків, багато з яких нещодавно скоїли самогубства. Загадкові смерті поєднує фраза «фізики більше не існує», також присутня в передсмертній записці професора Ян Дун до якої Ван Мяо відчував прихильність після того, як зустрів і сфотографував її під час одного з її експериментів на прискорювачі частинок. У 1979 році Є Веньцзе відповідає на сигнал, отриманий антеною на базі «Червоне узбережжя». Вона запрошує адресанта відвідати Землю, оскільки люди, на переконання Є Веньцзе, не можуть вирішити власні проблеми. |             |                                                                                    |
| 2 | «Епізод 2»  | 16 січня 2023 (CCTV) 15 січня 2023 (WeTV)                                          |
| Ван Мяо відвідує Діна Ї, нареченого Ян Дун, який розповідає під час гри в більярд, що Ян Дун була розчарована непередбачуваними результатами з прискорювача елементарних частинок. Також вона була збентежена смертю професора Манфі. Ван Мяо неохоче приймає запрошення в «Кордони науки» і відвідує засідання цієї організації. Там він чує гіпотезу, згідно з якою закони фізики не універсальні, а існують лише локально і тимчасово тому, що так бажає певна зовнішня сила. Отже, людство не має уявлення про реальність. Пізніше, на похоронах Ян Дун, він зустрічає її матір — Є Веньцзе, щоб віддати їй фотографію її дочки, яку він зробив раніше, але помічає на ній дивну позначку часу та обіцяє замінити фотографію на якісно проявлену. Однак у своїй домашній фотостудії він виявляє, що всі його фотографії мають позначку часу, якої там не повинно бути. Зробивши серію знімків, він приходить до висновку, що позначки є зворотним відліком, який закінчиться через 49 днів. |             |                                                                                    |
| 3 | «Епізод 3»  | 17 січня 2023 (CCTV) 15 січня 2023 (WeTV)                                          |
| Ван Мяо продовжує фотографувати випадкові об'єкти різними фотоапаратами і впевнюється, що відлік на фотографіях з'являється лише тоді, коли їх робить Ван Мяо. Згодом він починає бачити зворотний відлік вже у центрі свого поля зору. Офтальмолог, друг його дружини, встановлює, що з його очима фізіологічно все гаразд. Тоді Ван Мяо вирушає до Шень Юфей з «Кордонів науки» задля поради, і вона пропонує йому припинити експерименти з нанотехнологіями, які підтримуються урядом. |             |                                                                                    |
| 4 | «Епізод 4»  | 18 січня 2023 (CCTV) 15 січня 2023 (WeTV)                                          |
| Лабораторне обладнання для експериментів Вана Мяо потребує технічного обслуговування, чим він і користується, щоб припинити розробку наноматеріалів. Коли остання машина зупиняється, зворотній відлік зникає. Збентежений, він телефонує Шень Юфей, яка каже, що дослідники не контролюють становище. Вану Мяо недостатньо пояснень, тому Шень Юфей дає йому посилання на вебсайт із інструкціями азбуки Морзе та радить йому шукати зворотний відлік у космічному мікрохвильовому фоні, який почнеться знову, коли він поновить свої експерименти з наноматеріалами. Вона застерігає, що в іншому разі Вану Мяо загрожує той самий фінал, що й Ян Дун. Пізніше Ван Мяо зустрічає Є Веньцзе в її будинку, вона згадує про свою доньку і зізнається у своїй провині за її долю. Після цього детектив Ши Цян повідомляє Вану Мяо, що всі загиблі вчені перед смертю контактували з Шень Юфей. |             |                                                                                    |
| 5 | «Епізод 5»  | 19 січня 2023 (CCTV) 16 січня 2023 (WeTV)                                          |
| Му Сін, репортерка-розслідувачка, складає конкуренцію детективу Ши Цяну в розслідуванні самогубств дослідників. Ван Мяо йде до колишнього учня Є Веньцзе в обсерваторію, щоб спостерігати за космічним мікрохвильовим фоном. На їхній жах, у призначений час фон починає коливатися, складаючи зворотний відлік азбукою Морзе. Дані з інших обсерваторій підтверджують ці дані. Ван Мяо одягає інфрачервоні окуляри та виходить надвір, де бачить, як небо мерехтить. Ван Мяо впадає у відчай, оскільки не розуміє як це можливо. Ши Цян знаходить його і підбадьорює. Пізніше Ван Мяо поновлює розробку нанотехнологій і дає урок у школі, де навчається його дочка. Він підтверджує свою віру в науку як джерело знань про світ. |             |                                                                                    |
| 6 | «Епізод 6»  | 20 січня 2023 (CCTV) 17 січня 2023 (WeTV)                                          |
| Ши Цян отримує здібного помічника Сюй Бінбіна. Ван Мяо запитує його, чи є дослідники, що контактували з Шень Юфей, але не стали учасниками «Кордонів науки» і не скоїли самогубства. Сюй Бінбін повідомляє, що така людина — це Є Веньцзе, та розповідає про її минуле. Дідусь Є Веньцзе познайомився з Ейнштейном у 1922 році, коли працював у дитинстві на будівництві доріг. Її мати, також науковиця, перебільшувала цей випадок, поки в Китаї не почалася Культурна революція. Комуністична влада заперечувала теорії Ейнштейна, проте батько Є Веньцзе відстоював їх до самої смерті. |             |                                                                                    |
| 7 | «Епізод 7»  | 22 січня 2023 (CCTV) 18 січня 2023 (WeTV)                                          |
| Шень Юфей отримує наказ від «Господа»: або змусити Вана Мяо припинити розробку наноматеріалів, або вбити його. Шень Юфей намагається вплинути на Вана Мяо, давши йому посилання на гру віртуальної реальності під назвою «Три тіла». Ван Мяо і Ши Цян входять до гри та спостерігають світ з непередбачуваними природними умовами. Дні та ночі в світі грі непостійної тривалості, спека раптово змінюється морозом. Інший гравець, Вень, пояснює, що цивілізації цього світу розвиваються в епохи стабільності, коли клімат м'який і постійний; в епохи хаосу цивілізації гинуть. Населення світу «Трьох тіл» здатне за бажанням висихати, щоб переживати епохи хаосу, або ховається в масивних спорудах. У небі з'являються дві літаючі зорі, що означає наближення ери стабільності. Прибувши до величезної піраміди, Вень пропонує цареві Чжоу свій календар, здатний передбачити настання наступної ери стабільності. Передбачення справджується і цар наказує відновити сховані в піраміді тіла своїх підданих, кинувши їх у воду. Цивілізація повертається до життя. |             |                                                                                    |
| 8 | «Епізод 8»  | 23 січня 2023 (CCTV) 19 січня 2023 (WeTV)                                          |
| Ван Мяо у грі спостерігає як 137-а цивілізація світу «Трьох тіл» гине через раптовий мороз. Вона досягнула рівня розвитку епохи Воюючих царств. Повідомлення в грі анонсує, що з часом постане нова цивілізація. Ван Мяо і Ши Цян здивовані надзвичайним реалізмом відчуттів у грі. Вони припускають, що не розуміють справжнього сенсу гри та вирішують з'ясувати його. В той час генерал Чан Вейси стежить за провідними науковцями світу, і організовує їхній захист. Ван Мяо надає список дослідників, які відвідали зібрання «Кордонів науки», і штаб Чана Вейси бере їх під охорону в спеціальному притулку. |             |                                                                                    |
| 9 | «Епізод 9»  | 24 січня 2023 (CCTV) 20 січня 2023 (WeTV)                                          |
| Чан Вейси проводить допити задля з'ясування, хто загрожує дослідникам. Ван Мяо повертається до гри та бачить 139-у цивілізацію, що створила парові двигуни і намагалася передбачити рух сонця, подорожуючи по світу на потягах. Але її знищила раптова поява двох сонць на небі. Ван Мяо хоче поговорити з Шень Юфей, зокрема про гру. Шень Юфей і Пань Хан не тільки здивовані тим, що Ван Мяо не припиняє своїх досліджень, але й тим, що він показує кращі результати в грі, ніж вони обоє, коли зіграли вперше. Пань Хан стверджує, що він і Ван Мяо не будуть товаришами. Пізніше Му Сін ставить йому кілька запитань про останні дослідження щодо забруднення довкілля. |             |                                                                                    |
| 10 | «Епізод 10» | 25 січня 2023 (CCTV) 22 січня 2023 (WeTV)                                          |
| Сюй Бінбін розповідає Вану Мяо та детективу Ши Цяну, що вони також запитували Дін Ї про емоційний стан Ян Дун перед її самогубством. Дін Ї згадував, що Ян Дун була щаслива і нарешті насолоджувалася життям поза теоретичною фізикою. Вони навіть планували одружитися і переїхали у більшу квартиру для можливих дітей. Ван Мяо хоче поговорити зі її матір'ю Є Веньцзе, яка потім розповідає йому свою історію. Під час Культурної революції вона була частиною робітничої бригади у Внутрішній Монголії, якій доручили рубати дерева. Вона познайомилася з репортером Бай Муліном, і отримала доступ до примірника книги «Тиха весна» Рейчел Карсон, яку Бай Мулін повинен був перекласти. Оскільки він змерз, Є Веньцзе написала для нього переказ частини книги. |             |                                                                                    |
| 11 | «Епізод 11» | 26 січня 2023 (CCTV) 23 січня 2023 (WeTV)                                          |
| Є Веньцзе привели до директора її робітничої бригади. Лист, який вона написала для Бая Муліна, було виявлено, а така література заборонена. Бай Мулін стверджував, що не має стосунку до листа, і звинуватив Є Веньцзе. Вона не зізналася, що написала листа, але її почерк впізнали. Оскільки її батько був засуджений за свої погляди, Є Веньцзе запропонували свідчити проти нього. Вона відмовилася, але завдяки своїм знанням з фізики отримала роботу на базі «Червоний берег» біля радіоантени. |             |                                                                                    |
| 12 | «Епізод 12» | 27 січня 2023 (CCTV) 24 січня 2023 (WeTV)                                          |
| Поки детектив Ши Цян доглядає за своєю донькою, Ван Мяо знову входить у гру. Він зустрічає філософа Мо-цзи, який розповідає йому про новий алгоритм Конфуція для передбачення настання стабільних епох. Деякі зауваження щодо неточності Мо-цзи ігнорує. У піраміді було побудовано модель всесвіту, що складається з двох сфер. Модель точно передбачає настання наступної ери стабільності, але помиляється щодо її тривалості. Сонце зникає з неба, а потім сходить набагато більшим і спалює світ. Пізніше Ван Мяо розповідає Ши Цяну про гру та відтворює на домашньому комп'ютері бачену модель всесвіту. |             |                                                                                    |
| 13 | «Епізод 13» | 29 січня 2023 (CCTV) 25 січня 2023 (WeTV)                                          |
| Є Веньцзе відвідує Вана Мяо в його дослідницькому центрі, щоб продовжити розповідь про своє минуле. Працюючи на вершині гори біля військової бази, вона зустріла Яна Вейніна, колишнього учня її батька. Він запропонував їй уникнути репресій і очистити своє ім'я перед комуністичною владою, працюючи в галузі астрофізики. Він, проте, не сказав їй, яка справжня мета діяльності бази «Червоний берег». Є Веньцзе повинна була лишатися на базі, можливо, без змоги коли-небудь повернутися, але погодилася. Вночі параболічна антена надіслала радіопередачу, і незліченні горобці впали мертвими з неба. |             |                                                                                    |
| 14 | «Епізод 14» | 30 січня 2023 (CCTV) 26 січня 2023 (WeTV)                                          |
| Є Веньцзе спочатку отримала звичайні завдання з прибирання та технічного огляду на базі «Червоний берег». Але її знання та кмітливість сприяли підвищенню за посадою. Ян Вейнін розмовляв з Леєм Чжиченом, командиром бази «Червоний Берег», про те, щоб повідомити Є Веньцзе справжню мету проєкту. Лей Чжичен погодився та розповів Є Веньцзе, що параболічна антена призначена знищувати ворожі супутники та космічні кораблі на орбіті Землі за допомогою радіохвиль. Ван Мяо переказує почуте Ши Цяну. Потім Ши Цян демонструє, що Є Веньцзе головна підозрювана в справі про загибель дослідників. |             |                                                                                    |
| 15 | «Епізод 15» | 31 січня 2023 (CCTV) 27 січня 2023 (WeTV)                                          |
| Донька Вана Мяо задає йому головоломку, яка зрештою спонукає його зрозуміти, що мета гри «Три тіла» міститься в її назві. У грі він перейменовує свого персонажа на Коперника та усвідомлює, що «три тіла» — це вказівка на будову світу гри. Згідно з його міркуваннями, тамтешня планета має три сонця, рух між якими зумовлює епохи порядку та хаосу. Це відкриває йому доступ на другий рівень гри. Ши Цян і Сюй Бінбін дедалі більше підозрюють Є Веньцзе, оскільки вона рекомендувала Вану Мяо тексти, які допомогли перейти на другий рівень. Продовжуючи гру, Ван Мяо зустрічає гравців, які зображають фон Неймана та Ісаака Ньютона. Вони створюють «комп'ютер» з 30 мільйонів солдатів, щоб обрахувати рух сонць. |             |                                                                                    |
| 16 | «Епізод 16» | 1 лютого 2023 (CCTV) 29 січня 2023 (WeTV)                                          |
| Детективи відвідують Вея Чена, який саме розробив давно шуканий алгоритм для гри. Заходить його дружина Шень Юфей і каже їм піти, але потім детективи здогадуються, що шлюб Вей Чена та Шень Юйфей фіктивний. У грі за допомогою людського «комп'ютера» вдається отримати результат, але він не враховує гравітаційного впливу сонць. Сонця розташовуються в ряд і їхня сукупна гравітація піднімає спершу армію, а потім гори та океани в повітря. Ван Мяо виходить з гри та отримує телефонний дзвінок про те, що для продовження гри йому потрібно підтвердити свою особу. Його запрошують на особисту зустріч. Пань Хан пробирається в будинок Вей Чена і стріляє в його комп'ютер, наказуючи йому припинити дослідження. Пань Хан також сперечається з Шень Юфей про стосунки двох основних фракцій «Кордонів науки»: «адвентистів» (які вірять, що прибуття інопланетян зробить людей кращими) і «спокутувачів» (які вірять, що інопланетяни покарають людей за їхнє ставлення до природи). Пань Хан контактує з цього приводу з «Господом», а Шень Юфей каже, що незабаром теж вийде на зв'язок. Детективи усвідомлюють зв'язок між Шень Юфей і Є Веньцзе. |             |                                                                                    |
| 17 | «Епізод 17» | 2 лютого 2023 (CCTV) 30 січня 2023 (WeTV)                                          |
| Шень Юфей і Є Веньцзе беруть квитки на потяг до розташування «Червоного берега». Ван Мяо та Ши Цян поспішають випередити їх. На поїзді вбивця намагається вбити Шень Юфей, але її охорониця замість цього вбиває його. Виявляється, що командир «Кордонів науки» — це Є Веньцзе. Вона згадує в розмові з Шень Юфей, що організація два роки не отримувала повідомлень від «Господа» та цікавиться, чи є незгода між фракціями «Кордонів науки» задумом «Господа». Шень Юфей і Є Веньцзе вирішують, що лишатися в потязі небезпечно та продовжують подорож на авто. Ван Мяо та Ши Цян не знаходять їх на потязі, але дізнаються про вбивство. Ван Мяо телефонує Є Веньцзе, і вони домовляються про зустріч. Є Веньцзе та Шень Юфей відвідують таємну базу зв'язку, яку вони створили на залишках «Червоного берега». Є Веньцзе наказує евакуювати базу, після чого телефонує Пань Хану й каже, що готова зустрітися з Евансом. Через кілька годин прибуває Ван Мяо, якому Є Веньцзе показує залишки бази. |             |                                                                                    |
| 18 | «Епізод 18» | 3 лютого 2023 (CCTV) 31 січня 2023 (WeTV)                                          |
| Є Веньцзе продовжує розповідати Вану Мяо про свою роботу на «Червоному березі». Вона дізналася призначення роботи бази, що полягало в пошуку позаземного розуму. Це було стратегічною метою, оскільки держава, що першою встановила б контакт з інопланетянами, отримала б величезний поштовх до розвитку технологій і здобула перевагу на Землі. Проте, через відсутність контактів, база отримувала дедалі менше фінансування і зрештою була закрита. Є Веньцзе далі слухала радіохвилі з космосу, почуваючись самотньою. |             |                                                                                    |
| 19 | «Епізод 19» | 5 лютого 2023 (CCTV) 1 лютого 2023 (WeTV)                                          |
| Є Веньцзе зустрічається з Майком Евансом після того, як Ван Мяо покинув «Червоний берег». Еванс розповідає про будівництво «Другого червоного берега» на великому кораблі в морі. Вона запитує, чи він змінив методи передачі, але він ухиляється від відповіді й каже, що «Господь» наближається, а люди страждають від наслідків дій Є Веньцзе. Детективи отримують секретні документи про результати роботи «Червоного берега», які свідчать про відсутність контакту з інопланетянами. Вони продовжують слідкувати за Є Веньцзе. Вона каже Вану Мяо, що існує декілька пояснень парадоксу Фермі, але не повідомляє деталей. Вей Чен приходить до поліцейської дільниці, щоб повідомити про напад на нього. Він пояснює як не зумів застосувати свої здібності до математики, але пошуки розв'язку проблеми трьох тіл принесли йому задоволення. |             |                                                                                    |
| 20 | «Епізод 20» | 6 лютого 2023 (CCTV) 2 лютого 2023 (WeTV)                                          |
| Вей Чен пояснює як Шень Юфей познайомилася з ним, надала місце для роботи та доступ до суперкомп'ютерів. Після того, як Пань Хань погрожував вбити його, якщо він не припинить дослідження, Шень Юфей погрожувала вбити його, якщо він послухається. Він демонструє Вану Мяо готову модель руху трьох тіл. У грі Ван Мяо знаходить нещасного Ейнштейна, який пояснює, що ніхто не зміг вирішити проблему трьох тіл. Потім у грі Ван Мяо зустрічає генерального секретаря ООН і показує йому рішення Вей Чена, але секретар пояснює, що рішення не існує. На подив Вана Мяо сходить велетенський місяць, якого раніше ніколи не було на небі. Секретар пояснює, що це фрагмент планети, відірваний попередньою катастрофою. Коли цивілізація відродилася, вона зрозуміла, що планета неминуче буде поглинена одним із сонць. Тому єдиним рішенням є вирушити на пошуки іншої планети біля сусідньої зорі. Після цього Пань Хан розкриває Шень Юфей суть гри: допомогти людям пізнати «Господа», і застрелює Шень Юфей. |             |                                                                                    |
| 21 | «Епізод 21» | 7 лютого 2023 (CCTV) 3 лютого 2023 (WeTV)                                          |
| Пань Ханя допитують як головного підозрюваного у вбивстві Шень Юфей. Записи з камер спостереження показують, що насправді Пань Хань відвідав її, а потім пішов, після чого Шень Юфей скоїла самогубство. Пань Ханю дозволяють піти. Потім Ван Мяо та Ши Цян обговорюють перспективи розслідування. Ван Мяо відвідує зустріч інших гравців у «Три тіла». Виникає дискусія про те, чи потребує людство зовнішньої допомоги. Частина схвалюють ідею про те, що прибуття на Землю інопланетян зробить людей більш цивілізованими. Пань Хан запрошує їх до організації «Земля — Трисоларис». Дізнавшись про це, генерал Чан Вейси вимагає жорсткіших дій. Пань Хан телефонує Майку Евансу, та вимагає закрити сервери гри. |             |                                                                                    |
| 22 | «Епізод 22» | 8 лютого 2023 (CCTV) 5 лютого 2023 (WeTV) 3 лютого 2023 (прем'єрний доступ WeTV)   |
| Ван Мяо входить у гру, де наступна цивілізація усвідомила нагальну потребу покинути рідний світ. Вона збудувала міжзоряний флот і спрямувала його до сусідньої зорі з придатною для життя планетою. Ван Мяо збентежений, оскільки планета за описом нагадує Землю. Він дізнається, що міжзоряний флот може досягти 10 % швидкості світла і прибуде до мети приблизно через 400 років. Тим часом військові виявляють сервер, який міститься на супутнику в космосі, а Пань Хан вимикає його. Ван Мяо отримує останнє повідомлення про те, що флот вже в польоті, і йому дозволяють відвідати зустріч організації «Земля — Трисоларис». Ван Мяо зустрічає Ши Цяна, вони міркують про те, що коли події в грі відображають реальне вторгнення інопланетян, то флот уже близько. Тим часом Му Сін переглядає старі документи, щоб зібрати інформацію про лідера організації «Земля — Трисолярис», і після цього її вбивають. Ши Цян, знаючи, що Му Сін сховала диктофон, відшукує його та підтверджує, що організацією «Земля — Трисоларис» керує Є Веньцзе. |             |                                                                                    |
| 23 | «Епізод 23» | 9 лютого 2023 (CCTV) 6 лютого 2023 (WeTV) 3 лютого 2023 (прем'єрний доступ WeTV)   |
| Є Веньцзе виявляє, що деякі видалені документи щодо роботи її організації були відновлені. Виявляється, Ян Дун знайшла їх незадовго до свого самогубства. Є Веньцзе відвідує могилу дочки та зустрічає старого друга, після чого вирушає на зустріч з учасниками організації. Тим часом Ши Цян дає Вану Мяо декілька інструкцій щодо поводження на зустрічі. Ван Мяо приходить туди. Пань Хан вимагає виключити «спокутувачів» з організації, оскільки боїться, що вони розкриють існування організації уряду. Прибуває Є Веньцзе та засуджує фракцію адвентистів, які відійшли від своїх первісних ідеалів. Пань Хана за підсумками зустрічі вбивають. Є Веньцзе впізнає Вана Мяо в натовпі та каже, що розроблені ним наноматеріали дозволять людству будувати космічні ліфти, а це перепона для «Господа». Далі вона продовжує розповідь про свою роботу на «Червоному березі». |             |                                                                                    |
| 24 | «Епізод 24» | 10 лютого 2023 (CCTV) 7 лютого 2023 (WeTV) 3 лютого 2023 (прем'єрний доступ WeTV)  |
| Є Веньцзе дізналася, що американський фізик Гаррі Петерсон отримав такі ж дивні сигнали, як і вона. Вона з'ясувала, що радіохвиля в певному діапазоні частот можуть посилюватися Сонцем. Оскільки антена бази «Червоний берег» могла посилати в цьому діапазоні частот, Є Веньцзе розповіла Ян Вейніну про свої відкриття, сподіваючись поставити експеримент. Але той відкинув пропозицію, бо такий експеримент міг би вплинути на політику КНР. Є Веньцзе все ж таємно надіслала передачу, яку виявив Ян Вейнін, не здогадуючись про її зміст. Понад вісім років потому Є Веньцзе отримала сигнал зашифрований так само, як і її повідомлення. Повідомлення починалося словами: «Не відповідайте!» |             |                                                                                    |
| 25 | «Епізод 25» | 12 лютого 2023 (CCTV) 8 лютого 2023 (WeTV) 3 лютого 2023 (прем'єрний доступ WeTV)  |
| Є Веньцзе розшифрувала повне повідомлення інопланетян: інопланетянин-пацифіст попереджав її не відповідати, інакше точне місцезнаходження Землі буде виявлено, і в результаті Земля зазнає вторгнення. Є Веньцзе всупереч попередженню надіслала відповідь, щоб закликати інопланетян допомогти людям. Поки Є Веньцзе розповідає це, Ши Цян і його команда штурмують місце зібрання організації «Земля — Трисолярис». Учасники організації погрожують використати портативну ядерну зброю, та Ши Цян знищує її до вибуху. Потім Ши Цяна доставляють до лікарні, а Є Веньцзе допитують, вона зізнається у вбивстві своїх колег на «Червоному березі» — це Лей Чжичен і Ян Вейнін. Лей Чжичен виявив повідомлення інопланетян і шантажем хотів змусити Є Веньцзе мовчати, щоб присвоїти собі перший контакт з позаземним розумом. |             |                                                                                    |
| 26 | «Епізод 26» | 13 лютого 2023 (CCTV) 9 лютого 2023 (WeTV) 3 лютого 2023 (прем'єрний доступ WeTV)  |
| Є Веньцзе вчинила саботаж, щоб змусити Лей Чжичена спуститися з гори під час хуртовини. Перш ніж вона встигла розрізати мотузку, на якій спускався Лей Чжинчен, Ян Вейнін вирішив йому допомогти. Є Веньцзе перерізала мотузку і обоє чоловіків розбилися насмерть, а повідомлення від інопланетян лишилося в секреті. Ван Мяо покидає допит, щоб зустрітися з Ши Цяном у лікарні, але той просить його повернутися на допит і розповісти йому про результати. Приходить Сюй Бінбін і проводить медичне обстеження Ши Цяна. Через радіаційне опромінення від ядерної бомби той скоро помре. Ши Цян просить Сюй Бінбіна не розповідати про це Вану Мяо. На допиті Є Веньцзе розповідає, що ніхто не підозрював її, оскільки вона з Яном Вейніном були щасливою парою. Невдовзі вимоги безпеки були послаблені, вона почала навчати дітей із сусіднього села, де її полюбили. Невдовзі їй дозволили покинути базу «Червоний берег», і вона повернулася до університету Цінхуа, де відвідала свою матір. |             |                                                                                    |
| 27 | «Епізод 27» | 14 лютого 2023 (CCTV) 10 лютого 2023 (WeTV) 3 лютого 2023 (прем'єрний доступ WeTV) |
| Через пів року після повернення в університет Цінхуа, Є Веньцзе залучили до проектування нової радіоастрономічної обсерваторії. Оглядаючи місце для обсерваторії, вона зустріла американського еколога Майка Еванса, що викривав згубний вплив людей на довкілля. Через багато років Є Веньцзе знову зустрілася з ним. Багатий батько Майка помер, лишивши йому спадок. Є Веньцзе розповіла йому, що людство більше не може покладатися на власні сили для змін на краще. Усвідомлюючи спільну мету, вона повідомила йому про трисоляриан — істот, з якими вступила в контакт. Майк Еванс придбав танкер під назвою «Судний день» і побудував на ньому другу базу «Червоний берег». Він отримав повідомлення від трисоляриан, чий величезний флот вже відлетів з рідної планети й досягне Землі приблизно через 400 років. Майк Еванс створив організацію «Земля — Трисолярис», щоб допомогти інопланетянам у захопленні Землі. Є Веньцзе, бачачи розкол у «Земля — Трисолярис», визнає, що жодна з фракцій більше не слідує її ідеалам. Після цього Чан Вейсі запитує в неї, чи надсилали трисоляриани на Землю ще щось, крім радіохвиль. |             |                                                                                    |
| 28 | «Епізод 28» | 15 лютого 2023 (CCTV) 12 лютого 2023 (WeTV) 3 лютого 2023 (прем'єрний доступ WeTV) |
| Є Веньцзе пояснює, що флот трисоляриан не може весь час рухатися з однаковою швидкістю. Дін Ї розуміє, що 10 % швидкості світла — це максимальна швидкість, а враховуючи розгін і гальмування, флот прибуде через 400 років. Далі Є Веньцзе описує, що трисоляриани запустили в бік Сонячної системи два софони — комп'ютери завбільшки з протон, які псують результати наукових досліджень. Вона зізнається, що Ян Дун скоїла самогубство, коли дізналася про зв'язок матері з інопланетянами. Ван Мяо зустрічає Дін Ї, вони обговорюють як софони можуть бути такими малими і потужними завдяки багатовимірності простору. Ван Мяо та Ши Цян приєднуються до зустрічі з Чаном Вейси, полковником Шантоном та іншими генералами, щоб обговорити як добути записи спілкування Майка Еванса з трисолярианами, що зберігаються на кораблі «Судний день». Будь-який пропонований варіант лишає екіпажу корабля час для знищення даних. Ши Цян пропонує скористатися розробленими Ваном Мяо нановолокнами, щоб розрізати корабель, коли він пропливатиме Панамським каналом. Люди на борту загинуть, а жорсткі диски, навіть якщо будуть при цьому розрізані, підлягатимуть відновленню. |             |                                                                                    |
| 29 | «Епізод 29» | 16 лютого 2023 (CCTV) 13 лютого 2023 (WeTV) 3 лютого 2023 (прем'єрний доступ WeTV) |
| Ван Мяо та полковник Шантон спостерігають за приготуваннями пастки на «Судний день». По обидва боки каналу встановлюють вишки з натягненими між ними нановолокнами. Всі на борту гинуть, корабель розпадається на смуги. Чан Вейси розповідає Є Веньцзе, що дані в результаті успішно отримано. Вана Мяо та Ши Цяна просять увійти до гри «Три тіла», щоб переглянути дані. Вони бачать запис про трисолярианина, що отримав повідомлення від Є Веньцзе в 1971 році. Трисолярианин намагається врятувати Землю від свого народу, тому надсилає попередження, отримане Є Веньцзе в 1979 році. Його викривають і віддають на суд принцепсу. Принцепс засуджує його як найбільшого злочинця, але лишає його живим, щоб він побачив крах усіх своїх сподівань, коли флот досягне Землі. Ван Мяо зауважує, що Є Веньцзе також дозволили увійти в гру, щоб побачити це. Виявляється, флот негайно відлетів у напрямку сигналу з Землі вже після першого повідомлення, коли точні координати ще не були відомі. |             |                                                                                    |
| 30 | «Епізод 30» | 17 лютого 2023 (CCTV) 14 лютого 2023 (WeTV) 3 лютого 2023 (прем'єрний доступ WeTV) |
| Ван Мяо та Ши Цян розповідають Чану Вейси та Діну Ї про свої відкриття в грі. Трисоляриани зрозуміли, що поки їхній флот досягне Землі, люди випередять їх у розвитку. Тому трисоляриани сприяли появі організації «Земля — Трисолярис», щоб створити негативний образ науки. За допомогою софонів вони забезпечили «дива» та перевагу ірраціонального мислення, а також саботували фундаментальні дослідження. Згідно з їхнім планом, наступні 400 років люди не зможуть здійснити проривних відкриттів і винаходів, а отже не зможуть протистояти трисолярианам. Ван Мяо та Ши Цян спостерігають як трисоляриани створювали софони, які перебувають у квантовій заплутаності з іншими софонами, передаючи інформацію з Землі на Трисолярис у реальному часі. Інопланетяни визнають, що люди мають вплив на них своїми ідеями про мирне співіснування, які вважають небезпечними. Чан Вейси збирає Вана Мяо, Ши Цяна, Шантона та інших генералів, щоб оголосити: інопланетянам відомо все, що відбувається на Землі. Вони помічають дивні вогні і розуміють присутність софонів. Трисолариани виражають свою зневагу до людства, створивши в полі зору повідомлення «Ви — комахи!». Є Веньцзе дозволяють востаннє відвідати руїни бази «Червоний берег». Тим часом Ван Мяо та Дін Ї спустошені та зневірені. Ши Цян відвідує їх і везе в своє рідне село, що потерпає від сарани. Він нагадує друзям, що люди всю свою історію намагалися знищити комах, але попри наявність технологій, так і не змогли. Разом вони розливають пиво на поле, щоб віддати шану комахам. У сцені після титрів професор з університету Цінхуа (в якому вбачається Лю Цисінь) друкує цю історію на ноутбуці. |             |                                                                                    |

## Оцінки й відгуки
Серіал «Три тіла» отримав широке визнання в Китаї. У Douban, китайській соціальній мережі з обміну інформацією щодо кіно, музики та літератури, серіал отримав оцінку 8,5. Глядачі високо оцінили точність адаптації, загальну якість постановки та акторську гру. Китайські критики оцінили візуальні ефекти як приголомшливі.
Критик Майк Гейл у The New York Times також відзначив, що серіал дотримується оригінального тексту, з логічними адаптаціями, зробленими відповідно до телебачення. Однак сценарій і акторський склад, на його думку, є посередніми, а загальна якість виробництва — постановка, виконання, використання музики — нижча, ніж зазвичай у престижному серіалі.